# Championnat du Rwanda de football 2017-2018
Navigation
Saison précédente Saison suivante
La saison 2017-2018 du Championnat du Rwanda de football est la soixante-septième édition du championnat de première division au Rwanda. Les seize meilleures équipes du pays sont regroupées au sein d’une poule unique où elles s’affrontent deux fois au cours de la saison, à domicile et à l’extérieur. En fin de saison, les deux derniers du classement sont relégués et remplacés par les deux meilleurs clubs de deuxième division.
C'est le club d'APR FC qui est sacré cette saison après avoir terminé en tête du classement final, avec cinq points d’avance sur l'AS Kigali et quatorze sur le tenant du titre, Rayon Sports FC. Il s’agit du dix-septième titre de champion du Rwanda de l’histoire du club.

## Qualifications continentales
Le champion du Rwanda se qualifie pour la Ligue des champions de la CAF 2018-2019 tandis que le vainqueur de la Coupe du Rwanda obtient son billet pour la Coupe de la confédération 2018-2019.

## Les clubs participants
- APR FC
- Rayon Sports FC
- Police FC
- Kiyovu Sports Association
- Mukura Victory Sports FC
- AS Kigali
- Kirehe FC
- Miroplast FC - Promu de D2
- Bugesera FC
- Espoir FC
- Musanze FC
- Amagaju FC
- Marines FC
- Sunrise FC
- Gicumbi FC
- Etincelles FC

## Compétition
Le barème utilisé pour établir le classement est le suivant :
- Victoire : 3 points
- Match nul : 1 point
- Défaite : 0 point

### Classement
| Rang | Équipe                    | Pts | J  | G  | N  | P  | Bp | Bc | Diff |
| ---- | ------------------------- | --- | -- | -- | -- | -- | -- | -- | ---- |
| 1    | APR FC                    | 66  | 30 | 19 | 9  | 2  | 51 | 15 | +36  |
| 2    | AS Kigali                 | 61  | 30 | 18 | 7  | 5  | 54 | 25 | +29  |
| 3    | Rayon Sports FCT          | 52  | 30 | 14 | 10 | 6  | 47 | 22 | +25  |
| 4    | Etincelles FC             | 51  | 30 | 14 | 9  | 7  | 37 | 23 | +14  |
| 5    | Kiyovu Sports Association | 49  | 30 | 14 | 7  | 9  | 37 | 30 | +7   |
| 6    | Police FC                 | 48  | 30 | 13 | 9  | 8  | 38 | 28 | +10  |
| 7    | Sunrise FC                | 38  | 30 | 10 | 8  | 12 | 30 | 37 | -7   |
| 8    | Espoir FC                 | 37  | 30 | 8  | 13 | 9  | 28 | 32 | -4   |
| 9    | Musanze FC                | 35  | 30 | 8  | 11 | 11 | 34 | 34 | 0    |
| 10   | Kirehe FC                 | 34  | 30 | 9  | 7  | 14 | 25 | 38 | -13  |
| 11   | Bugesera FC               | 33  | 30 | 8  | 9  | 13 | 18 | 33 | -15  |
| 12   | Marines FC                | 32  | 30 | 6  | 14 | 10 | 32 | 40 | -8   |
| 13   | Mukura Victory Sports FCC | 31  | 30 | 5  | 16 | 9  | 18 | 21 | -3   |
| 14   | Amagaju FC                | 31  | 30 | 8  | 7  | 15 | 28 | 41 | -13  |
| 15   | Gicumbi FC                | 27  | 30 | 7  | 6  | 17 | 16 | 40 | -24  |
| 16   | Miroplast FCP             | 19  | 30 | 3  | 10 | 17 | 18 | 52 | -34  |

|  | Qualification pour la Ligue des champions de la CAF 2018-2019 et pour la Coupe Kagame inter-club 2018 |
|  | Qualification pour la Coupe de la confédération 2018-2019                                             |
|  | Qualification pour la Coupe Kagame inter-club 2018                                                    |
|  | Relégation en deuxième division                                                                       |
|  | T : Tenant du titre C : Vainqueur de la Coupe du Rwanda P : Promu de D2                               |

## Bilan de la saison
| Championnat du Rwanda de football 2017-2018 |                          |
| Champion                                    | APR FC (17e titre)       |
| Coupes et trophées                          |                          |
| Vainqueur de la Coupe du Rwanda 2017-2018   | Mukura Victory Sports FC |
| Qualifications continentales                |                          |
| Ligue des champions de la CAF 2018-2019     | APR FC                   |
| Coupe de la confédération 2018-2019         | Mukura Victory Sports FC |
| Coupe Kagame inter-club 2018                | APR FC                   |
| Coupe Kagame inter-club 2018                | Rayon Sports FC          |
| Promotions et relégations                   |                          |
| Promus en Première division                 | AS Muhanga               |
| Relégués en Deuxième division               | Miroplast FC             |